# Пи-Џеј Дожер
Пери Дожер Млађи (енгл. Perry Dozier Junior; Колумбија, 25. октобар 1996) амерички је кошаркаш. Игра на позицијама бека и крила a тренутно наступа за Анадолу Ефес.

## Каријера
Дожер је студирао и играо кошарку на универзитету Јужна Каролина након чега није одабран на НБА драфту 2017. године. Од 2017. до 2023. године, уз неколико ангажмана у НБА развојној лиги, Дожер је наступао за четири НБА тима. Своју НБА каријеру почео је у Оклахома сити тандеру, а потом је наступао у Бостон селтиксима. Најзапаженије партије пружио је у Денвер нагетсима, за које је играо од 2019. до 2022. године. Најбоља сезона му је била 2020/21, у којој је на 50 утакмица углавном улазио са клупе и у просеку бележио 7,7 поена и 3,6 скокова. У новембру 2021. године покидао је лигамент колена на мечу са Портландом. Због тога је практично пропустио читаву сезону 2021/22, а током опоравка је трејдован из Нагетса у Бостон, па у Орландо, а да ни за један од та два тима заправо није наступао. Каријеру је наставио у развојној лиги где је играо у Ајова вулвсима, а током 2023. је успео да стигне до уговора са Сакраменто кингсима. У августу 2023. потписао је једногодишњи уговор са београдским Партизаном.